# سامانثا باري
سامانثا باري (بالإنجليزية: Samantha Barry) هي صحفية أيرلندية، ولدت في عقد 1980.